# آناتولی لبد
آناتولی لبد (روسی: Анатолий Вячеславович Лебедь؛ ۱۰ مهٔ ۱۹۶۳ – ۲۷ آوریل ۲۰۱۲) فرمانده نظامی و سیاست‌مدار اهل استونی بود.
وی همچنین برندهٔ جوایزی همچون قهرمان فدراسیون روسیه شده‌است.